# Leucocrinum
Genre
Classification APG III (2009)
Leucocrinum est un genre de plantes de la famille des asparagacées.

## Liste d'espèces
Selon ITIS :
- Leucocrinum montanum Nutt. ex Gray